# Menisco (líquido)

A: O fundo dum menisco côncavo.
B: A parte superior dum menisco convexo.
A linha indica o nível correcto de medição.

O menisco (do grego mene, 'lua', diminutivo iskos, 'meia-lua') é a curva que se forma na superfície dum líquido perto da superfície do recipiente que o contém ou doutro objecto, causada pela tensão superficial. Pode ser côncavo ou convexo dependendo do líquido e da superfície sobre a qual se forma.
Os meniscos côncavos formam-se quando as partículas do líquido são atraídas mais fortemente pelo recipiente (adesão) do qual se atraem entre si (coesão), originando o líquido "trepe" pelas paredes do recipiente.  Isto é o que ocorre entre o cristal e a água. Os fluidos baseados na água como o sumo elaborado de plantas, mel e leite também têm meniscos côncavos nos recipientes de cristal ou outros recipientes humedecíveis.
Inversamente, originam-se meniscos convexos quando as partículas no líquido têm uma atração mais forte entre elas do que com o material do recipiente. Produzem-se meniscos convexos, por exemplo, entre o mercúrio e o cristal nos barómetros e termómetros.

## Ângulo de contacto e tensão superficial

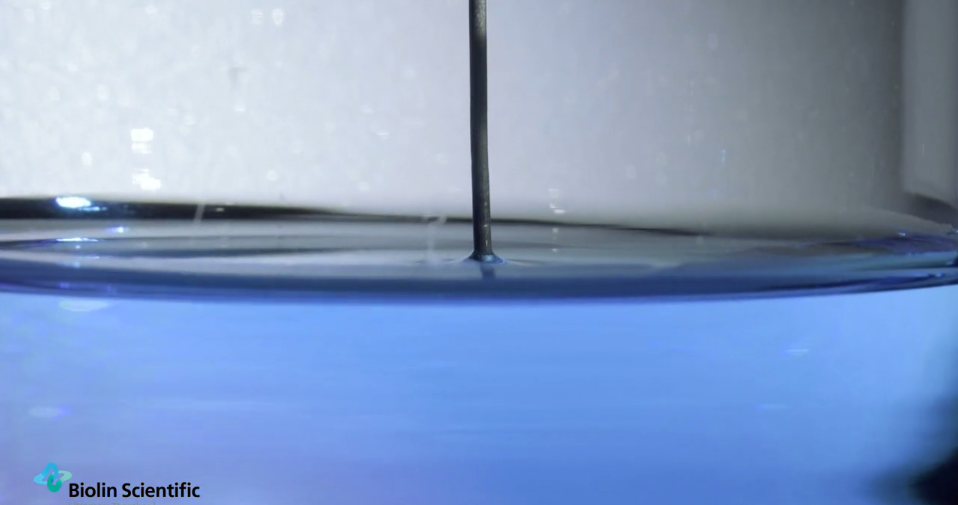
Menisco numa fibra fina, onde esta sai da água.

A formação de meniscos utiliza-se habitualmente na ciência de superfícies para medir os ângulos de contacto e a tensão superficial. Na medida dum ângulo de contacto, a forma dos meniscos mede-se com uma balança ou opticamente com uma câmara digital. Na medida duma tensão superficial, a sonda de medida tem um ângulo de contacto de zero e a tensão superficial pode obter-se medindo a massa do menisco. Isto faz-se normalmente com uma placa de Wilhelmy.

## Medida de volumes

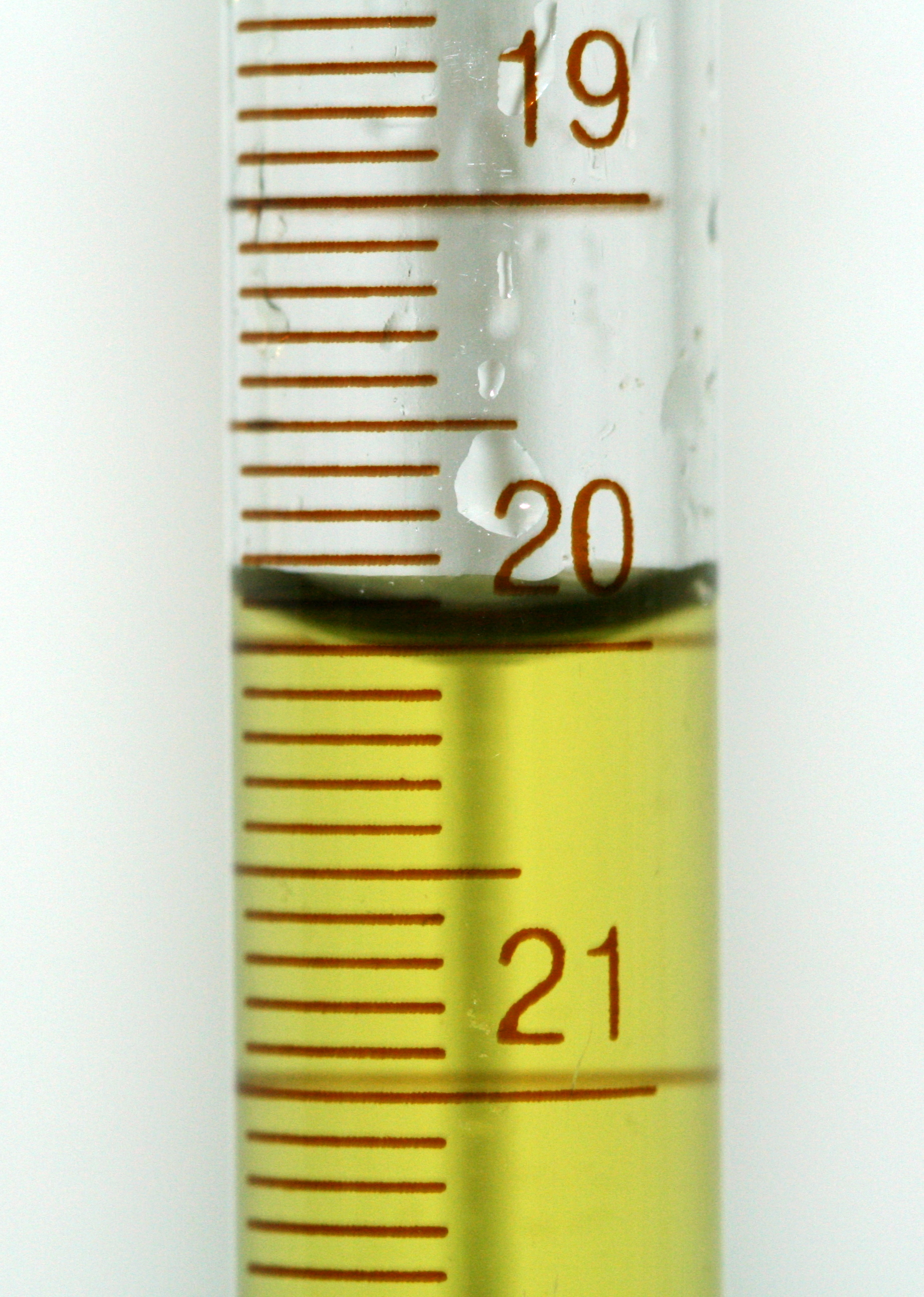
Um menisco numa bureta com água coloreada. A medida correcta aqui é 20,00 mL.

Quando se lê a altura que alcança um volume na escala de profundidade dum instrumento cheio com um líquido, como num aparelho medidor do nível da água, deve ter-se em conta o menisco para obter uma medida correcta. A medida deve fazer-se tendo o menisco ao nível dos olhos (para eliminar o erro de paralaxe) e no centro do menisco, ou seja, a parte superior dum menisco convexo ou o fundo dum menisco côncavo.
Os fabricantes de material de vidro de laboratório e outras ferramentas calibram as suas marcas de medida tendo em conta o menisco. Isto significa que qualquer instrumento está calibrado para um determinado líquido, que geralmente é a água.

## Acção capilar
Os meniscos são uma manifestação da acção capilar, pela qual a adesão à superfície empurra um líquido junto à dita superfície para cima, formando um menisco côncavo ou a coesão interna pulsa o líquido para baixo, formando um menisco convexo. Este fenómeno é importante no arraste transpiracional em plantas. Quando um tubo ou uma abertura estreita, geralmente chamado tubo de capilaridade, se mete dentro dum líquido e o líquido molha o tubo (com um ângulo de contacto zero), a superfície do líquido dentro do tubo forma um menisco côncavo, que é uma superfície virtualmente esférica com o mesmo raio, r, que o do interior do tubo. O tubo passa por uma força para trás de magnitude 2πrσ, onde σ é a tensão superficial do líquido.